# Saint-Jory-de-Chalais
Saint-Jory-de-Chalais település Franciaországban, Dordogne megyében. Lakosainak száma 543 fő (2022. január 1.). Saint-Jory-de-Chalais Mialet, Chalais, Saint-Paul-la-Roche, Thiviers, Saint-Romain-et-Saint-Clément, Saint-Martin-de-Fressengeas és Saint-Saud-Lacoussière községekkel határos.

## Népesség
A település népessége az elmúlt években az alábbi módon változott:
| Lakosok száma | 943  | 677  | 600  | 626  | 551  | 570  | 584  | 601  | 581  | 543  |
|               | 1968 | 1982 | 1990 | 2006 | 2013 | 2015 | 2017 | 2019 | 2020 | 2022 |